# Tugimaantee 15
De Tugimaantee 15 is een secundaire weg in Estland. De weg loopt van Tallinn via Rapla naar Türi en is 97,2 kilometer lang. 